# Escuer Bajo
Escuer Bajo (arag. Escuer Baxo, Escuer Nuebo) – miejscowość w Hiszpanii, w Aragonii, w prowincji Huesca, w comarce Alto Gállego, w gminie Biescas, 67 km od miasta Huesca.
Według danych INE z 1999 roku liczba ludności wynosiła 45. Wysokość bezwzględna miejscowości jest równa 880 metrów. Kod pocztowy do miejscowości to 22636.
24 sierpnia w miejscowości odbywają się regionalne fiesty.